# Список об'єктів Світової спадщини ЮНЕСКО в Намібії
Список об'єктів Світової спадщини ЮНЕСКО у Намібії станом на 2016 рік налічує 2 пам'ятки, що становить приблизно 0,2 % загальної кількості об'єктів Світової спадщини у світі (1007 станом на 2014 рік). Одна з пам'яток належить до об'єктів культурного (критерії i-vi), друга — до об'єктів природного типу (критерії vii-x).
Намібія ратифікувала Конвенцію ЮНЕСКО про охорону свтіової культурної та природної спадщини 6 квітня 2000 року, а намібійські пам'ятки входили до переліку об'єктів Світової спадщини у 2007 та 2013 роках.

## Пояснення до списку
У таблицях нижче об'єкти розташовані у хронологічному порядку їх додавання до списку Світової спадщини ЮНЕСКО.
Кольорами у списку позначено:
На мапах кожному об'єкту відповідає червона позначка ().

## Опис
Твіфелфонтейн — найбільше в Африці скупчення наскельних малюнків. Виявлені кам'яні предмети, намиста зі шкаралупи яєць страусів, підвіски з кристалічного сланцю, відносяться до пізнього періоду кам'яної доби. Визнано Об'єктом спадщини у 2007 році, на 31-й сесії Комітету ЮНЕСКО.
Прибережна пустеля Наміб має площу близько 310 000 км² і тягнеться на 1900 км вздовж узбережжя Атлантичного океану від міста Намібе в Анголі, через всю Намібію (яка отримала від пустелі свою назву) до гирла річки Уліфантс в Капській провінції Південно-Африканської Республіки. Вона простягається вглиб континенту на відстань від 50 до 160 км до підніжжя внутрішньоконтинентального плато; на півдні вона з'єднується з південно-західною частиною Калахарі. Пустеля розподіляється на три географічні зони, які тягнуться смугами удовж узбережжя: дуже вузька прибережна смуга, де добре відчувається вплив океану, зовнішній Наміб, який займає решту західної половини пустелі, і внутрішній Наміб в східній, найбільш континентальній частині пустелі. Між цими зонами існують широкі перехідні області.

## Розташування об'єктів
| Твіфелфонтейн Намібclass=notpageimage\| Об'єкти Світової спадщини ЮНЕСКО на мапі Намібії |

## Список
У даному списку подано перелік об'єктів Світової спадщини ЮНЕСКО у Намібії в хронологічному порядку їх додавання до списку.
| № | Зображення | Назва                               | Розташування   | Час створення   | Рік внесення до списку | №                                                   | Критерії         |
| - | ---------- | ----------------------------------- | -------------- | --------------- | ---------------------- | --------------------------------------------------- | ---------------- |
| 1 |            | Твіфелфонтейн (англ. Twyfelfontein) | Область Кунене | 4 тис. до н. е. | 2007                   | 1255 [Архівовано 24 грудня 2018 у Wayback Machine.] | iii, v           |
| 2 |            | Наміб (англ. Namib Sand Sea)        | Область Хардап | —               | 2013                   | 1430 [Архівовано 24 грудня 2018 у Wayback Machine.] | vii, viii, ix, x |

## Розташування кандидатів
| Брандберг Фіш-Ривер Вельвічіяclass=notpageimage\| Кандидати до списку Світової спадщини ЮНЕСКО на мапі Намібії |

## Попередній список
Попередній список — це перелік важливих культурних і природних об'єктів, що пропонуються включити до Списку свтіової спадщини. Станом на 2013 рік урядом Намібії запропоновано внести до переліку об'єктів Світової спадщини ЮНЕСКО ще 3 об'єкти. Їхній повний перелік наведено у таблиці нижче.
| # | Зображення | Назва                                                   | Розташування   | Опис | Час створення | Рік внесення до списку | №                                                   | Критерії          |
| - | ---------- | ------------------------------------------------------- | -------------- | --- | ------------- | ---------------------- | --------------------------------------------------- | ----------------- |
| 1 |            | Гора Брандберг (англ. Brandberg National Monument Area) | Область Еронго | Монаднок на краю пустелі Наміб. В 1920 році два німецьких топографи Р. Маак і Г. Шульц,, виявили, що стіни гори покриті петрогліфами. На них були зображені фігурки людей, а також антилопи. Також вони знайшли зображення «Білої дами». | —             | 2002                   | 1744 [Архівовано 8 серпня 2012 у Wayback Machine.]  | змішаний критерій |
| 2 |            | Каньйон Фіш-Ривер (англ. Fishriver Canyon)              | Область Карас  | Фіш є найдовшою річкою Намібії, а її каньйон — другим за розмірами у світі після Великого каньйону Колорадо. | —             | 2002                   | 1745 [Архівовано 8 серпня 2012 у Wayback Machine.]  | vii, viii, ix     |
| 3 |            | Рівнина Вельвичій (англ. Welwitschia Plains)            | Область Карас  | Місце цвітіння вельвичій, частина парку Наміб-Науклюфт. Ця рослина взагалі не залежить від опадів, їй цілком достатньо туманів, що приходять з океану. Вік окремих індивідів — понад 2000 років.                                         | —             | 2002                   | 1747 [Архівовано 25 жовтня 2012 у Wayback Machine.] | x                 |